# Deng Shudi
Deng Shudi (en chino, 邓书弟; pinyin, Dèng Shūdì; Guiyang, China, 10 de septiembre de 1991) es un gimnasta artístico chino. Participó como parte del equipo nacional chino en los Campeonatos Mundiales de Gimnasia Artística de 2014 y 2015 y en los Juegos Olímpicos de Río de Janeiro 2016, donde ganó medalla de bronce en la competición por equipos.

## Carrera
En el Campeonato Mundial de Gimnasia Artística de 2014, celebrado en Nanning, compitió en los seis aparatos en la final por equipos, contribuyendo con un puntaje de 89.914; su equipo finalizó en tercer lugar. Individualmente, finalizó en el sexto lugar del concurso completo con 89.732 puntos y cuarto en las barras paralelas con 15.666 puntos.
Al año siguiente, en el Campeonato de Glasgow, participó en cuatro aparatos en la final por equipos: suelo (14.966), anillas (14.600), salto (15.233) y barras paralelas (16.066). Nuevamente, el equipo chino finalizó en tercer lugar, por detrás de Japón y Reino Unido. En el evento individual obtuvo el bronce con 90.099 puntos. Además, en las barras paralelas empató con Oleg Stepko en el tercer lugar y finalizó cuarto en la final de suelo.